# Debat entre aliments i biocombustibles
El debat entre aliments i biocombustibles és el dilema pel que fa al risc de desviar terres de conreu o conreus per a la producció de biocombustibles en detriment del subministrament d'aliments. El debat sobre el preu dels biocombustibles i dels aliments implica una visió àmplia i és un tema polèmic de llarga durada en la literatura. Hi ha desacord sobre la importància de la qüestió, el que la causa i què es pot fer o s'ha de fer per solucionar la situació. Aquesta complexitat i incertesa es deu al gran nombre d'impactes i bucles de retroalimentació que poden afectar positivament o negativament el sistema de preus. A més, els punts forts relatius d'aquests impactes positius i negatius varien a curt i llarg termini, i comporten efectes retardats. La part acadèmica del debat també es difumina en l'ús de diferents models econòmics i en formes competitives d'anàlisi estadística.
La producció de biocombustibles ha augmentat en els darrers anys. Algunes mercaderies com el blat de moro, la canya de sucre o l'oli vegetal es poden utilitzar com a aliment, pinso o per fabricar biocombustibles. Per exemple, des del 2006, una part de terra que antigament s'utilitzava per conrear altres conreus als Estats Units ara s'utilitza per cultivar blat de moro per a biocombustibles, i una part més gran de blat de moro està destinada a la producció d'etanol, arribant al 25% el 2007. Els biocombustibles de segona generació podrien combinar l'agricultura d'aliments i els biocombustibles i, a més, es podria generar electricitat simultàniament, cosa que podria ser beneficiosa per als països en desenvolupament i les zones rurals dels països desenvolupats. Amb la demanda global de biocombustibles a l'augment a causa de l'augment del preu del petroli que s'està produint des del 2003 i la voluntat de reduir la dependència del petroli i de reduir les emissions de gasos d'efecte hivernacle, també hi ha por de la potencial destrucció d'hàbitats per convertir-los en terres de conreu. Els grups ecologistes han plantejat la preocupació per aquesta paralització durant diversos anys, però el debat va assolir una escala global a causa de la crisi mundial dels preus dels aliments de 2007-2008.